# Татищев, Василий Никитич
Васи́лий Ники́тич Тати́щев (19 [29] апреля 1686, Псковский уезд, Русское царство — 15 [26] июля 1750, Болдино, Дмитровский уезд, Московская губерния, Российская империя) — русский инженер-артиллерист, историк, географ, экономист и государственный деятель; автор первого капитального труда по русской истории — «Истории Российской», основатель Ставрополя-на-Волге (ныне — Тольятти), Екатеринбурга и Перми. Один из основоположников русского источниковедения.

## Биография
Родился 19 (29) апреля 1686 года в поместье своего отца, Никиты Алексеевича Татищева, в Псковском уезде. По уточнённым данным, наиболее вероятным местом рождения В. Н. Татищева считается сельцо Копытово (Барсуково) Крекшинской губы Выборского уезда Псковской земли, ныне — деревня Барсуки Выборской волости Новоржевского района Псковской области.
Татищевы происходили от семьи Рюриковичей, точнее — от младшей ветви князей смоленских, которая утратила княжеский титул. Отец Василия Никитича с 1678 года числился в государевой службе московским «жильцом» и первое время не имел никаких земельных владений, однако в 1680 году ему удалось получить поместье умершего дальнего родственника в Псковском уезде.
В 1693 году сыновья Никиты Алексеевича, десятилетний Иван и семилетний Василий, были пожалованы в стольники и служили при дворе царицы Прасковьи Фёдоровны до смерти царя Ивана V Алексеевича в 1696 году. В дальнейшем братья жили, вероятно, в отцовском поместье — до начала 1704 года. 25 июня 1705 года братья написали доклад («сказку») в Разрядном приказе, в которой уменьшили свой возраст (Иван на четыре года, Василий на два года), благодаря чему отстояли льготу по освобождению от службы до 1706 года. В 1706 году они были зачислены в полк Автонома Иванова (позднее Азовский драгунский полк). 12 августа 1706 года оба брата, произведённые в поручики, в составе вновь сформированного драгунского полка отправились из Москвы на Украину, где приняли участие в военных действиях. Василий Татищев сражался и в битве под Полтавой, где был ранен, по его собственным словам, «подле государя». В 1710 году отряд под его командованием совершил поход от Пинска до Киева и Коростеня. В 1711 году он участвовал в Прутском походе, после чего находился вместе с полком в Польше.
В 1713—1716 годах, подобно многим молодым дворянам, Татищев совершенствовал своё образование за границей, но не во Франции и Голландии, как большинство, а в Германии (Пруссия и Саксония). Он побывал в Берлине, Дрездене, Бреслау, приобрёл множество дорогостоящих книг по всем отраслям знания. Известно, что Татищев обучался преимущественно инженерному и артиллерийскому делу, поддерживал связь с генерал-фельдцейхмейстером Яковом Вилимовичем Брюсом и выполнял его поручения. В перерывах между заграничными поездками Татищев занимался делами имения. Летом 1714 года он женился на молодой вдове Авдотье Васильевне Андреевской.
5 апреля 1716 года Татищев присутствовал на «генеральном смотре» петровской армии, после которого по желанию Брюса был переведён в артиллерию из кавалерии. 16 мая 1716 года Татищев выдержал экзамен и был произведён в инженер-поручики артиллерии. В 1717 году он находился в действующей армии под Кёнигсбергом и Данцигом, занимаясь приведением в порядок изрядно запущенного артиллерийского хозяйства. После прибытия 18 сентября 1717 года под Данциг Петра I Татищев вмешался в историю с контрибуцией в 200 тысяч рублей, которую уже целый год никак не мог выплатить здешний магистрат. Пётр I заинтересовался имевшейся в городе картиной «Страшный суд», которую бургомистр приписывал кисти просветителя славян Мефодия и предлагал царю в счёт контрибуции, оценивая в 100 тысяч рублей. Пётр I готов был принять картину, оценив её в 50 тысяч, но Татищев сумел отговорить царя от убыточной сделки, вполне обоснованно оспорив авторство Мефодия.
В 1718 году Татищев участвовал в организации и проведении переговоров со шведами на Аландских островах. Именно Татищев обследовал острова в конце января — начале февраля 1718 года и выбрал для проведения мирного конгресса деревню Варгад; здесь русские и шведские дипломаты впервые встретились 10 мая. В силу ряда причин многомесячные переговоры не завершились подписанием мирного договора. Русская делегация покинула Варгад 15 сентября, Татищев уехал несколько раньше.
По возвращении в Петербург Татищев продолжал служить под началом Якова Брюса, который при учреждении 12 декабря 1718 года Берг-коллегии был поставлен во главе этого учреждения. В 1719 году Брюс обратился к Петру I, обосновывая необходимость «землемерия» всего государства и составления подробной географии России. Татищев должен был стать исполнителем этой работы (в письме к Ивану Черкасову от 1725 года сам Татищев говорит, что был определён «к землемерию всего государства и сочинению обстоятельной географии с ландкартами»). Однако в начале 1720 года Татищев получил назначение на Урал и с этого времени практически не имел возможности заниматься географией. Кроме того, уже на подготовительном этапе к составлению географии он увидел необходимость в исторических сведениях, быстро увлёкся новой темой и в дальнейшем собирал материалы в основном не по географии, а по истории.

### Освоение Урала. Промышленник и экономист
В 1720 году Татищев был послан «в Сибирской губернии на Кунгуре и в прочих местах, где обыщутся удобные места, построить заводы и из руд серебро и медь плавить».
Объехав вверенный ему край, в ночь с 29 на 30 декабря 1720 года Татищев прибыл на Уктусский Завод, где и поселился, основав управление, названное вначале Горной канцелярией, а потом Сибирским высшим горным начальством. Во время своего первого пребывания в регионе он успел сделать многое: основал Екатеринбургский завод на реке Исеть и там положил начало нынешнего Екатеринбурга, выбрал место для строительства медеплавильного завода около деревни Егошиха, тем самым положив начало городу Перми, добился дозволения пропускать купцов на Ирбитскую ярмарку и через Верхотурье, а также заведения почты между Вяткой и Кунгуром.
При заводах он открыл две начальные школы, две — для обучения горному делу, выхлопотал учреждение особого судьи для заводов, составил инструкцию для оберегания лесов, проторил новую, более короткую дорогу от Уктусского завода к Уткинской пристани на реке Чусовой и т. д.
Эти меры вызвали неудовольствие Никиты Демидова, видевшего подрыв своей деятельности в учреждении казённых заводов, вследствие чего последовали обвинения и тяжба с Татищевым. Для расследования споров в 1722 году на Урал послан был Георг Вильгельм де Геннин, нашедший, что Татищев во всём поступал справедливо. В 1723 году он был оправдан, в январе 1724 года представлялся Петру, а затем был произведён в советники Берг-коллегии и назначен в сибирский обер-бергамт.
Вскоре его послали в Швецию для надобностей горного дела и для исполнения дипломатических поручений. В Швеции он пробыл с декабря 1724 по апрель 1726 года, где осмотрел заводы и рудники, собрал много чертежей и планов, нанял гранильного мастера, основавшего гранильное дело в Екатеринбурге, собрал сведения о торговле стокгольмского порта и о шведской монетной системе, познакомился со многими местными учёными и т. д.
Вернувшись из поездки в Швецию и Данию, Татищев некоторое время занимался составлением отчёта, и хотя ещё не отчисленный от бергамта, в Сибирь послан не был. В 1727 году он был назначен членом Московской монетной конторы, которой тогда подчинены были монетные дворы.
Вторично направлен на Урал осенью 1734 года в должности начальника горных казённых заводов (фактически управляющего уральским краем). Ему же поручено было составление горного устава.
Бирон, желая отстранить Татищева от горного дела, после кончины видного государственного деятеля, автора проекта и руководителя Оренбургской экспедиции (Оренбургской комиссии) статского советника Ивана Кириллова в июле 1737 года назначил его в Оренбургскую экспедицию для окончательного усмирения Башкирии (см. Башкирские восстания (1735—1740)) и устройства управления башкир. Одновременно экспедиция ведала организацией торговли с народами Центральной Азии и дальнейшим присоединением их к России. Находясь в этой должности до марта 1739 года ему удалось провести несколько гуманных мер: например, он выхлопотал, чтобы доставление ясака было возложено не на ясачников и целовальников, а на башкирских старшин.
Оставаясь при заводах, он приносил много пользы и заводам, и краю: при нём количество заводов возросло до сорока; постоянно открывались новые рудники, и он считал возможным устроить ещё 36 заводов, которые открылись лишь через несколько десятилетий. Между новыми рудниками самое важное место занимала указанная Татищевым гора Благодать.
Правом вмешательства в управление частных заводов пользовался весьма широко и тем не раз вызывал против себя нарекания и жалобы. Он не был сторонником частных заводов не по соображениям личной корысти, а из сознания того, что государству нужны металлы, и что добывая их само, оно получает более выгоды, чем поручая это дело частным лицам.
В январе 1739 года для принятия дел в назначенной ему руководить Калмыцкой комиссией приехал в Санкт-Петербург, где была устроена специальная комиссия для рассмотрения жалоб на него. Его обвиняли в «нападках и взятках», неисполнительности и др. Можно допустить, что в этих нападках была доля истины, но положение Татищева было бы лучше, если бы он ладил с Бироном.
Комиссия подвергла Татищева аресту в Петропавловской крепости и в сентябре 1740 года приговорила его к лишению чинов. Приговор, однако, не был исполнен. В этот тяжёлый для Татищева год он написал своё наставление сыну — известную «Духовную».

### Естественнонаучные изыскания
По словам Владимира Вернадского в 1737 году в России впервые началась «самостоятельная творческая научная работа в области естествознания». Связано это с именем Василия Татищева, который подготовил и отослал в Сенат и Академию наук собственноручно составленную инструкцию для геодезистов, по сути являвшуюся первой географо-экономической анкетой. Татищев просил разрешения Сената разослать её по всем городам страны, но получил отказ, и уже по собственной инициативе разослал её в копиях в крупные города, в основном в Сибири.
Ответы на инструкцию во многом послужили основой для его работы «Введение к историческому и географическому описанию Великороссийской империи, часть первая: как древнее так и нынешнее состояние того великого государства и обитающих в нём народов и другие к ведению принадлежащие обстоятельства по возможности и на первый случай к сочинению исправнейшей и обстоятельнейшей истории вновь собрана и описана». Копии ответов Татищев пересылал в Академию наук, где они ещё долго привлекали внимание исследователей истории, географии и естествознания. В анкете Татищева содержались такие пункты:

Где есть знатные и высокие горы? Каких где больше зверей и птиц водится? Каких родов хлеба сеют больше, плодовито ли выходят? Какого больше скота содержат? У обывателей какие есть промыслы? Какие где по городам или по селам фабрики и рудные заводы? Где есть усолья, сколько солеварен? По великим рекам и берегам и островам морей и знатных озёр, где есть оброчные рыбные ловли и какие рыбы больше ловятся?— 
Впервые собиралась информация о почвах: «Какие природою те земли, плодоносные ль, яко черные с песком, или иловатые, глинистые, песчаные, каменистые, мокротные и болотные, но сие случается, что в одном уезде не одинаково, и для того можно по местам описать, смотря на большую часть того уезда». Интересовали Татищева и окаменелости: «Нет ли каких окаменелых вещей, или при реках обретенных, яко: разных видов раковины, рыбы, деревья и травы или в каменьях особливые изображения…».
Перемещаясь по Уралу, Татищев много раз слышал рассказы о подземных или пещерных слонах, называемых мамонтами. Около города Кунгур он с целью развенчания этого мифа даже посетил пещеру, где якобы обитал этот зверь, не найдя ни зверя, ни следов. Позднее, познакомившись в Тобольске с костными остатками, включая часть черепа, он пишет заметку «Сказание о звере мамонте», где собирает воедино известные ему сведения.

### Казни
Любое инакомыслие воспринимал как подрыв всей существующей государственной системы, как прямой вызов петровским преобразованиям вообще и едва ли не как личное оскорбление. Лично участвовал в пытках заключённых по «слову и делу государеву».
Начиная с 1725 года приписные солдаты Екатеринбургского завода подавляли восстания Камышловской, Пышминской и других слобод.
В декабре 1734 года Татищев узнал о подозрительном поведении сосланного в Нерчинск по делу князя Василия Долгорукова Егора Столетова, бывшего когда-то приближённым Виллима Монса: на него донесли, что он, сославшись на нездоровье, не присутствовал в церкви на заутрене в день именин императрицы Анны Иоанновны. Татищев увидел в этом политическую подоплёку и усердно приступил к расследованию с применением пыток (подвешивания на дыбе). Поначалу его рвения не оценили (в донесении от 22 августа 1735 года он сам писал, что получил указ, в котором было написано, что он «в розыски важных дел вступил, в которые бы вступать не надлежало»), однако в итоге Столетов под пытками признался в замышлении заговора («не токмо о вашем [Анны Иоанновны] здравии молиться не хотел, или молился притворно, но и весьма того не желал», «желал и надеялся быть цесаревне (Елизавете) на престоле»), оговорил вместе с собой ещё много людей, был переведён в тайную канцелярию, там запытан почти до смерти и в конце концов казнён.
Татищев занимался также и религиозными делами. 20 апреля 1738 года был казнён Тойгильда Жуляков за то, что, перейдя в христианство, вернулся затем обратно в ислам. Текст приговора гласил: «По ея императорского величества и по определению его превосходительства тайного советника Василия Никитича Татищева велено тебя, татарина Тойгильду, за то, что ты, крестясь в веру греческого исповедования, принял паки махометанский закон и тем не только в богомерзкое преступление впал, но яко пес на свои блевотины возвратился и клятвенное своё обещание, данное при крещении, презрел, чем богу и закону его праведному учинил великое противление и ругательство,— на страх другим таковым, кои из махометанства приведены в христианскую веру, при собрании всех крещеных татар велено казнить смертию — сжечь». Сам Татищев на казни не присутствовал, ибо находился в тот момент в Самаре.
Также в том числе за обратный переход в ислам была казнена сожжением на костре башкирка Кисябика Байрясова (Катерина). По справке екатеринбургской полиции, в первый раз она бежала 18 сентября 1737 года с дворовой девкой вдовы питейного откупщика Петра Перевалова, во второй раз — 23 сентября того же года с дворовой жёнкой секретаря Канцелярии Главного правления заводов Ивана Зорина. В третий раз бежала в сентябре 1738 года. В Канцелярии Главного правления заводов было вынесено определение от 8 февраля 1739 года:

Определили: оной татарке за три побега и что она, будучи в бегах, крещеная обасурманилась, учинить смертную казнь — сожечь. Токмо, не учиня оного, писать к тайному советнику В. Н. Татищеву и ожидать на то указа. Вышеписанное представление учинить к генерал-майору Леонтью Яковлевичу Соймонову, ибо из неполученных от тайного советника указов видно, что он в Петербург отбыл.

29 апреля 1739 года письмо Соймонова было получено в Екатеринбурге. 30 апреля смертный приговор «по указу генерал-майора Л. Я. Соймонова» был утверждён в Канцелярии (Л. Угримов, поручик Василий Ближевской). 1 мая Угримов известил письмом генерала Соймонова: «Ныне по силе оного Вашего превосходительства ордеру с нею того ж апреля 30 числа уже учинено».

### Политическая деятельность при воцарении Анны Иоанновны и в её царствование
На этой должности его застал политический кризис 1730 года. По поводу воцарения Анны Иоанновны Татищевым была составлена записка, подписанная 300 чел. из шляхетства. Он доказывал, что России, как стране обширной, более всего соответствует монархическое управление, но что всё-таки «для помощи» императрице следовало бы учредить при ней сенат из 21 члена и собрание из 100 членов, а на высшие места избирать баллотировкою. Здесь же предлагались разные меры для облегчения положения разных классов населения.
Вследствие абсолютистской агитации гвардия не пожелала перемен в государственном строе, и весь этот проект остался втуне; но новое правительство, видя в Татищеве врага верховников, отнеслось к нему благосклонно: он был обер-церемониймейстером в день коронации Анны Иоанновны. Став главным судьёй монетной конторы, Татищев начал деятельно заботиться об улучшении русской монетной системы.
В 1731 году у Татищева начались недоразумения с Бироном, приведшие к тому, что он был отдан под суд по обвинению во взяточничестве. В 1734 году он был освобождён от суда и снова назначен на Урал, «для размножения заводов».

### Последние годы. Написание «Истории»
…не может никаков юрист мудрым назван быть, если не знает преждних толкованей и преней о законех естественном и гражданском. И как может судиа право дела судить, если древних и новых законов и причин пременениям неизвестен, для того ему нуждно историа о законех знать.— Татищев об истории права.
Падение Бирона вновь выдвинуло Татищева: он был освобождён от наказания и в 1741 году назначен в Астрахань управлять Астраханской губернией, главным образом для прекращения беспорядков среди калмыков. Отсутствие необходимых военных сил и интриги калмыцких владетелей помешали Татищеву добиться чего-либо прочного. В те же годы активно занимался укреплением обветшавшего Астраханского кремля, Кизлярской крепости и других русских укреплений на Северном Кавказе. Когда вступила на престол Елизавета Петровна, Татищев надеялся освободиться от должности, но это ему не удалось: он был оставлен на месте до 1745 года, когда его из-за несогласий с наместником отставили от должности.
Приехав в 1746 году в свою подмосковную деревню Болдино, уже не оставлял её до смерти. Здесь он заканчивал свою историю, которую в 1732 году привозил в Петербург, но к которой не встретил сочувствия. Сохранилась обширная переписка, которую он вёл из деревни.
Накануне смерти Татищев поехал в церковь и велел туда явиться мастеровым с лопатами. После литургии он пошёл со священником на кладбище и велел рыть себе могилу возле предков. Уезжая, он просил священника на другой день приехать причастить его. Дома он нашёл курьера, который привёз указ, прощавший его, и орден Александра Невского. Он вернул орден, сказав, что умирает. На другой день, 15 (26) июля 1750 года, он причастился, простился со всеми и умер. Похоронен на Рождественском погосте (современный Солнечногорский район).
На его саркофаге, вновь открытом в середине 1970-х годов географом и историком Е. В. Ястребовым, а позже, в 1985 году, Г. З. Блюминым, обнаружена надпись: «Василий Никитич Татищев родился 1686 года… вступление в службу 1704 года…, генерал-бергмейстер заводов 1737 года. Тайный советник, и в том чину был в Оренбурге и в Астрахани губернатором. И в том чину … в Болдино 1750 года скончался июля 15 дня».
Вторая редакция «Истории Российской», являющейся главным сочинением Татищева, была издана через 18 лет после его смерти, при Екатерине II — в 1768 году. Первая редакция «Истории Российской», написанная «древним наречием», была впервые издана только в 1964 году.

## Семья
Родители: отец — Никита Алексеевич Татищев; мать — NN.

Жена — Авдотья Васильевна Андреевская (с 1714 года). С 1728 года жили врозь. Сын от первого брака — Алексей Федотович Реткин.
Дети и внуки:
У историка осталось двое детей, благодаря дочери он стал прапрадедом поэта Фёдора Тютчева.
- Евпраксия Васильевна Татищева (1715—1769). Супруг — Михаил Андреевич Римский-Корсаков (1708—1778), поручик лейб-гвардии Семёновского полка, с 1733 года — в отставке.
  - Пётр Михайлович Римский-Корсаков (1731—1807). Супруга — Пелагея Николаевна Щербатова (1743—1783).
  - Екатерина Михайловна Римская-Корсакова (1735—1788). Супруг — Лев Васильевич Толстой (1740—1816).
  - Мария Михайловна Римская-Корсакова (9 января 1736 — 6 августа 1786). Супруг — Михаил Петрович Волконский (по линии Ивана Фёдоровича Волконского Чермного). Во втором браке — за Степаном Андреевичем Шепелевым.
  - Александр Михайлович Римский-Корсаков (1753 — 25 мая 1840), генерал от инфантерии, член Государственного совета.
- Евграф Васильевич Татищев (1717—1781), действительный статский советник. Воспитывался дома, где получил первоначальное образование под руководством отца. В 1732 году принят кадетом в Сухопутный шляхетный корпус, в 1736 году выпущен в армию солдатом. Служил сначала в Пермском драгунском полку, в 1741 году произведён в секунд-майоры и переведён в Низовые полки с прикомандированием к Калмыцкой экспедиции, бывшей под начальством его отца. С 1751 года в чине премьер-майора был в Нарвском пехотном полку, с 1758 года — подполковник Ростовского пехотного полка. 18 декабря 1758 года произведён в полковники, а с 25 декабря 1764 года переведён в гражданскую службу с переименованием в статские советники. Вскоре вышел в отставку и поселился в Москве[32][33]. Супруга — Прасковья Михайловна Зиновьева. Вторая жена — Наталья Ивановна Черкасова. Третья жена — Аграфена Федотовна Каменская (1733—1811)
  - Ростислав Евграфович Татищев (1742—1820), статский советник, устроитель усадьбы Воробьёво.
  - Анна Евграфовна Татищева (1752—1835). Супруг — Фёдор Михайлович Ахметьев.
  - Александра Евграфовна Татищева (в замужестве Дашкова, супруга Якова Андреевича Дашкова) (27 апреля 1759 — 24 марта 1795)[34]
  - Алексей Евграфович Татищев (29 августа 1760 — 29 октября 1832). Супруга — Мария Степановна (урождённая Ржевская) (21 июня 1774—1852)
  - Екатерина Евграфовна Татищева (1763—1793)
  - Никита Евграфович Татищев (1763—1786)
  - Василий Евграфович Татищев (1766—1827)
  - Прасковья Евграфовна Татищева (1767—1841). Супруг — Леон Леонович Багратион (Грузинский) (1764—1800)
  - Михаил Евграфович Татищев (1771—1791)
  - Елизавета Евграфовна Татищева (1772—1837). Супруг — Иван Филиппович Новосильцев.

## Философские и научные взгляды
Вся литературная деятельность Татищева, включая и труды по истории и географии, преследовала публицистические задачи: польза общества была его главною целью. Татищев был сознательным утилитаристом. Мировоззрение его изложено в его «Разговоре двух приятелей о пользе наук и училищ». Основной идеей этого мировоззрения была модная в то время идея естественного права, естественной морали, естественной религии, заимствованная Татищевым у Пуфендорфа и Вальха. Высшая цель, или «истинное благополучие», по этому воззрению, заключается в полном равновесии душевных сил, в «спокойствии души и совести», достигаемом путём развития ума «полезною» наукой. К последней Татищев относил медицину, экономику, законоучение и философию.
При этом скептики (Пештич, Лурье, Толочко) подчёркивают, что это не свидетельствует о научной недобросовестности (во времена Татищева понятий о научной этике и правилах писания исторического исследования ещё не было) или сознательной мистификации, а скорее как раз отражает именно выдающуюся самостоятельную исследовательскую, отнюдь не «бесхитростно летописную» деятельность историка: дополнительные «известия» («татищевские известия») — это, как правило, отсутствующие в источниках логические звенья, реконструированные автором, иллюстрации его историографических и философских концепций и т. п. Дискуссия вокруг «татищевских известий» продолжается.
В 2005 году Алексей Толочко издал объёмную монографию, посвящённую знаменитому историческому труду Василия Татищева. Там он отвергает достоверность всех без исключения «татищевских известий», якобы не имеющих соответствия в летописях, дошедших до наших дней. Утверждается, что даже ссылки на источники у Татищева последовательно мистифицированы. С точки зрения Алексея Толочко, все реально использовавшиеся Татищевым источники сохранились и хорошо известны современным исследователям. Данная работа Алексея Толочко была подвергнута резкой критике со стороны ряда представителей научного сообщества, определивших её как «псевдонаучное сочинение», вплоть до уличения самого её автора в фальсификаторстве.
По мнению Алексея Яковлева, Татищев как учёный не различал исторического исследования и исторического источника. В историческом исследовании Татищев видел в первую очередь ответ на злободневные вопросы современности. Как считал Яковлев, Татищев «известий не сочинял и не придумывал, а только не умел разобрать их в перспективе и грубо соединял, не задумываясь, из какого источника он их берёт».

## Другие сочинения
Кроме основного труда и упомянутого выше разговора, оставил большое количество сочинений публицистического характера: «Духовная», «Напоминание на присланное расписание высоких и нижних государственных и земских правительств», «Рассуждение о ревизии поголовной» и другие.
«Духовная» (изд. 1775) даёт подробные наставления, обнимающие всю жизнь и деятельность человека (помещика). Она трактует о воспитании, о разных родах службы, об отношениях к начальству и подчинённым, о семейной жизни, управлении имением и хозяйством и тому подобное.
В «Напоминании» излагаются взгляды Татищева на государственное право, а в «Рассуждении», написанном по поводу ревизии 1742 года, указываются меры к умножению доходов государственных.
Незавершённый толковый словарь (до слова «Ключник») «Лексикон российской исторической, географической, политической и гражданской» (1744—1746) охватывает широкий спектр понятий: географические названия, военное дело и флот, административно-управленческая система, религиозные вопросы и церковь, наука и образование, народы России, законодательство и суд, классы и сословия, торговля и средства производства, промышленность, строительное дело и архитектура, деньги и денежное обращение. Впервые опубликован в 1793 году. (М.: Горное училище, 1793. Ч. 1—3).

### Издания трудов
- Духовная тайного советника и астраханского губернатора Василия Никитича Татищева, сочиненная в 1733 году сыну его Евграфу Васильевичу. — С. Петербург: [тип. Сухопутн. кад. корпуса], 1773. — [3], 57 с.
- Судебник государя царя и великого князя Иоанна Васильевича и некоторые сего государя и ближайших его приемников указы, собранные и примечаниями изъясненные покойным тайным советником и Астраханским губернатором Васильем Никитичем Татищевым / [предисловие издателя Г. Ф. Миллера]. — Издание второе. — Москва: В Университетской типографии у Н. Новикова, 1786. — 270 с.
- Разговор о пользе наук и училищ: С предисл. и указателями Нила Попова / [Соч.] В. Н. Татищева. — Москва: Унив. тип., 1887. — XXVI, 171 с.
- Татищев В. Н. Лексикон российской исторической, географической, политической и гражданской, сочинённый господином тайным советником и астраханским губернатором Василием Никитичем Татищевым: [в 3 ч.]. — Санкт-Петербург: Тип. Горного училища, 1793
- Татищев В. Н. Избранные труды по географии России / Под редакцией, со вступительной статьёй и комментариями А. И. Андреева; Оформление художника В. В. Осокина. — М.: Географгиз, 1950. — 248, [2] с. — 10 000 экз. (в пер.)
- Татищев В. Н. Избранные произведения / В. Н. Татищев; под общ. ред. С. Н. Валка. — Ленинград: Наука, 1979. — 463 с.
- Татищев В. Н. Избранные труды / Василий Никитич Татищев; сост., авт. вступ. ст. и коммент. А. Б. Каменский; Ин-т обществ. мысли. — Москва: Российская политическая энциклопедия (РОССПЭН), 2010. — 486, [1] с. — (Библиотека отечественной общественной мысли с древнейших времен до начала XX века)

## Увековечение памяти

### Населённые пункты
- Имя Татищева увековечено в названиях нескольких населённых пунктов в Оренбургской, Самарской, Саратовской областях.
- Приказом Комитета по охране объектов культурного наследия Псковской области от 06.08.2020 № 428 место усадьбы В. Н. Татищева включено в перечень выявленных объектов культурного наследия, обладающих признаками объекта культурного наследия, «Достопримечательное место, связанное с жизнью В. Н. Татищева (1686—1750): место усадьбы в д. Барсуки (Новоржевский район, Выборская волость), XVII — начало XX в., расположенное по адресу: Псковская область, Новоржевский район, деревня Барсуки».

### Улицы
- Улица Татищева есть в Перми, Екатеринбурге, Челябинске, Калининграде, Самаре, Бурибае, Астрахани, Москве.
- Бульвар Татищева — в Тольятти.

### Памятники
- В сентябре 2003 года перед зданием Солнечногорского краеведческого музея установлен памятник Василию Татищеву — бюст на гранитной полированной колонне.
- В Тольятти установлен памятник Татищеву.
- К 280-летию Перми в 2003 году в историческом месте (Разгуляйский сквер — теперь сквер им. Татищева) установлен памятник Татищеву — основателю города.
- В вестибюле Волжского Университета имени Татищева (Тольятти) установлена скульптура Василия Татищева.
- В Астрахани расположен сад имени Татищева и установлен бюст на Аллее Славы Земли Астраханской.
- В 1998 году в Екатеринбурге на Плотинке установлен памятник основателям Екатеринбурга «Славным сынам России В. Н. Татищеву и В. И. де Геннину Екатеринбург благодарный 1998 год». Автор монумента — скульптор Пётр Чусовитин.
- 20 апреля 2021 года в вестибюле школы № 2 имени Василия Никитича Татищева города Перми был установлен его бюст.

### Прочее
- В Екатеринбурге учреждена премия имени Татищева и де Геннина[43], премия Татищева учреждена также и в Москве.
- С 1997 года проводятся научные конференции «Татищевские чтения»[44].
- Гора Татищева — высшая рельефная точка на территории современного Екатеринбурга.
- В 2002 году был выпущен почтовый конверт России, посвящённый Татищеву.
- В честь Василия Татищева названа малая планета Татищев, открытая 27 сентября 1978 года советским астрономом Людмилой Черных в Крымской астрофизической обсерватории[45].
- Балтийские военные моряки служат на корабле «Василий Татищев» (этого добились жители г. Тольятти).
- В честь Василия Татищева названа олимпиада школьников: «Межрегиональная олимпиада школьников по математике и истории Уральского федерального университета имени Б. Н. Ельцина»[46].
- Гимназии № 108 города Екатеринбурга было присвоено имя Василия Никитича Татищева.
- Школе № 2 города Пермь было присвоено имя Василия Никитича Татищева.
- Татищев стал главным героем романа Юрия Фёдорова «Розыск. Дороги и казематы тайного советника В. Н. Татищева» (2007).
- В июне 2021 года была озвучена идея о переносе могилы Василия Татищева в Екатеринбург[47].
- В июне 2022 года Астраханскому государственному университету присвоено имя Василия Татищева[48].